# Francisc Rákóczi al II-lea
Francisc Rákóczi al II-lea (în maghiară II. Rákóczi Ferenc, în slovacă František II. Rákoci) (n. 27 martie 1676, la castelul Borsi (astăzi Borša), Comitatul Zemplén, Regatul Ungariei - d. 8 aprilie 1735, Tekirdağ, Imperiul Otoman) a fost un nobil maghiar din familia Rákóczi, principe regent al Ungariei și principe al Transilvaniei. Printre cei mai bogați oameni din Regatul Ungariei, Rákóczi și-a folosit averea pentru a ajuta cauza desființării uniunii personale cu casa de Habsburg. Între 1703 și 1711 a condus Răscoala Curuților împotriva dominației habsburgice. Francisc Rákóczi al II-lea este considerat erou național maghiar, cu multe străzi și instituții numite după el.

## Principe al Transilvaniei
La data de 7 iulie 1704 Dieta Transilvaniei întrunită la Alba Iulia l-a proclamat pe Francisc Rákóczi al II-lea ca principe al Transilvaniei. Revolta antihabsburgică condusă de el a eșuat, autoritatea Casei de Habsburg în Transilvania și Ungaria fiind restabilită efectiv în anul 1711, prin Pacea de la Satu Mare.

## Varia
Pasajul Rákóczi din Târgu Mureș a fost remarcat în anul 2015 drept „cea mai frumoasă scară din lume”.
În stațiunea bavareză Bad Kissingen are loc anual, la sfârșitul lunii iulie, un festival denumit după principele Rákóczi. Conform organizatorilor festivalului, la eveniment participă în medie 40.000 de vizitatori.

## Vezi și
- Răscoala lui Rákóczi
- Curuți

## Imagini

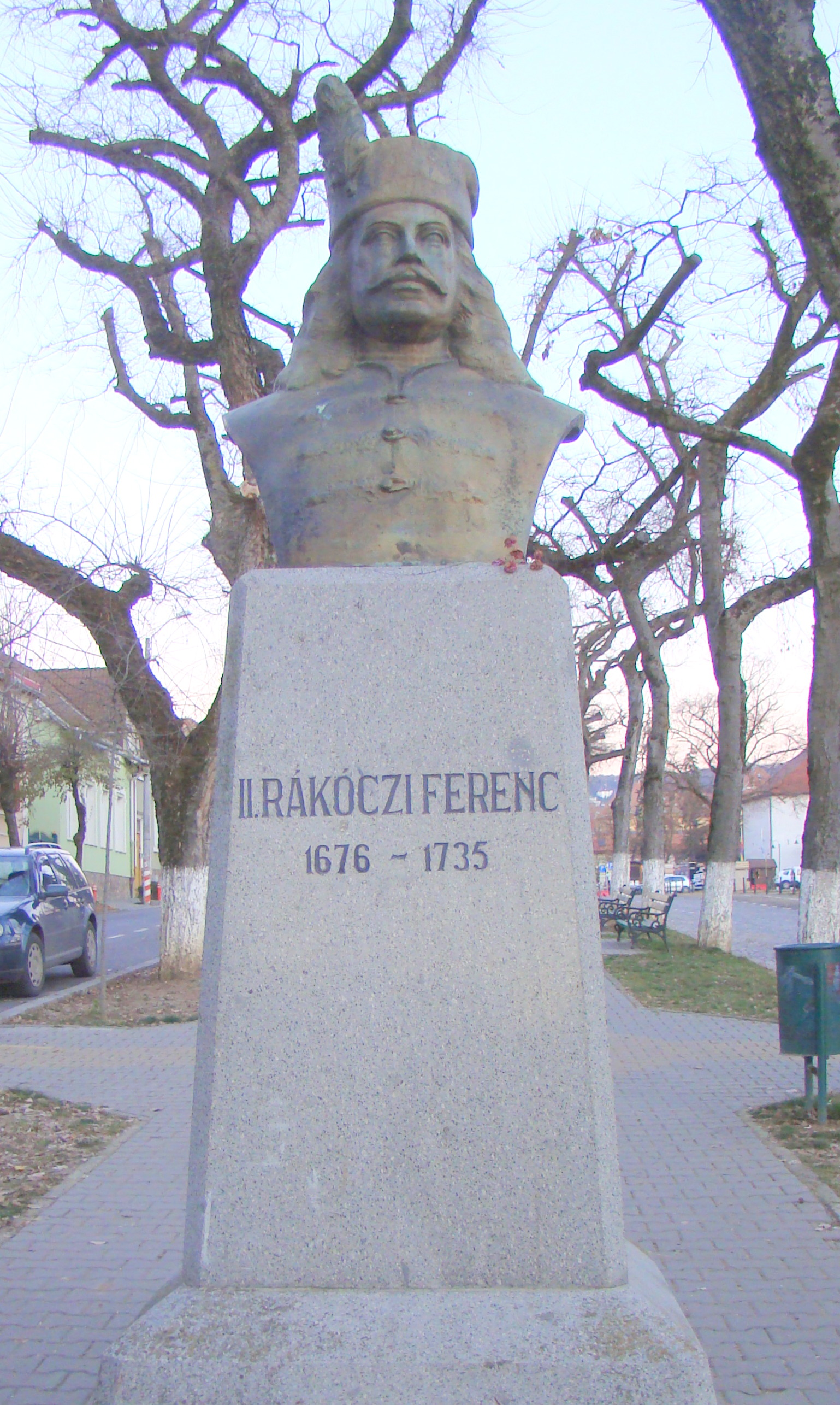
Bustul lui Francisc Rákóczi al II-lea din Târgu Mureș
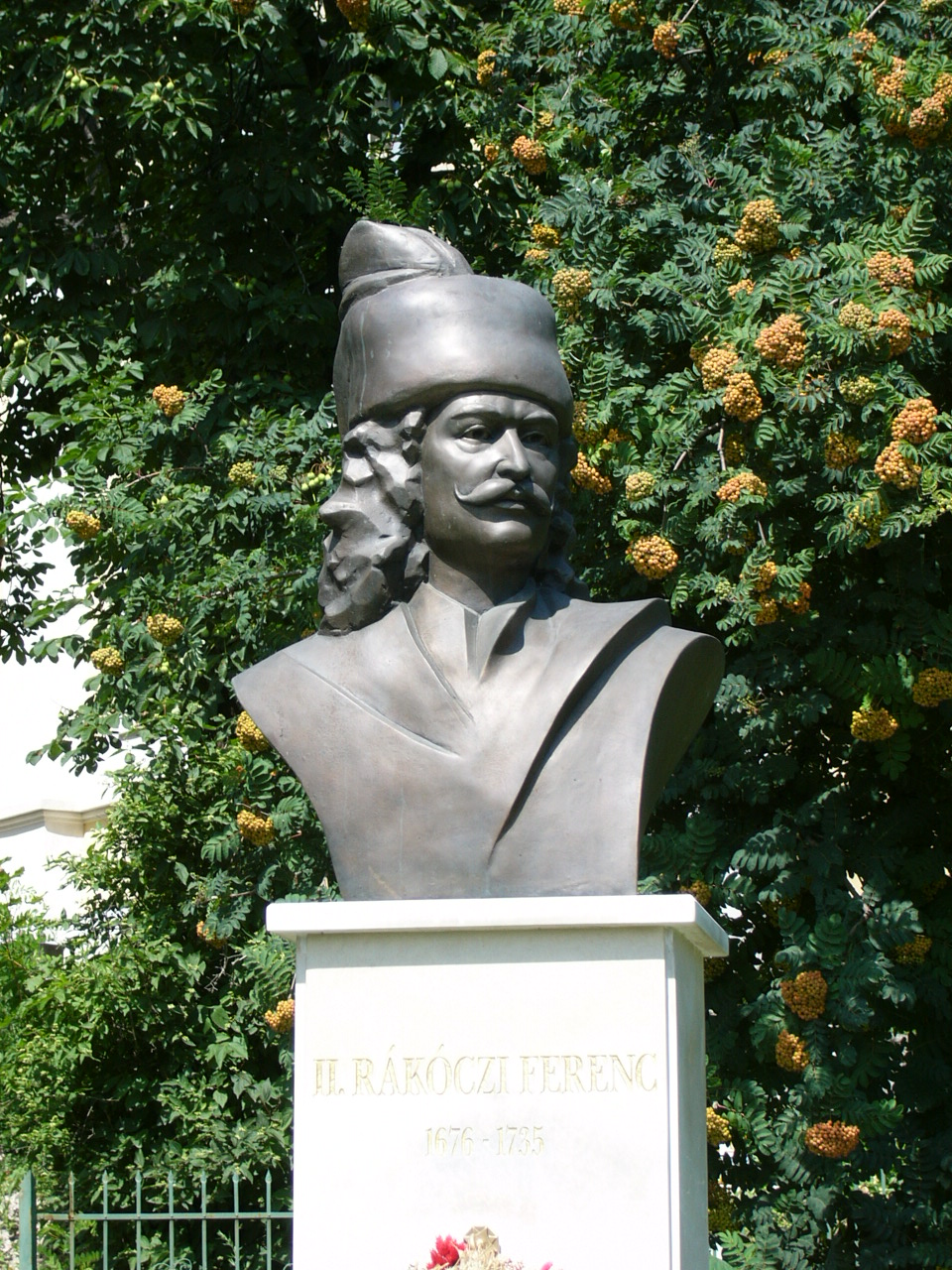
Bustul lui Francisc Rákóczi al II-lea din Miskolc